# Paul Khoarai
Paul Khoarai (ur. 29 maja 1933 w Makoabengu, zm. 27 grudnia 2012) – sotyjski duchowny rzymskokatolicki, biskup Leribe.

## Biografia
Paul Khoarai urodził się 29 maja 1933 w Makoabengu w Basutolandzie. 17 lutego 1963 otrzymał święcenia prezbiteriatu i został kapłanem diecezji Leribe.
7 marca 1970 papież Paweł VI mianował go biskupem Leribe. 4 lipca 1970 przyjął sakrę biskupią z rąk arcybiskupa Maseru Alfonsa Liguoriego Morapeliego OMI. Współkonsekratorami byli biskup Qacha’s Nek Joseph Delphis Des Rosiers OMI oraz biskup Port Elizabeth Ernest Arthur Green.
W latach 1987–1991 był przewodniczącym Konferencji Episkopatu Lesotho. 30 czerwca 2009 przeszedł na emeryturę. Zmarł 27 grudnia 2012.